# خداحافظی طولانی (فیلم ۱۳۹۳)
خداحافظی طولانی فیلمی به کارگردانی فرزاد مؤتمن، نویسندگی اصغر عبداللهی و تهیه‌کنندگی فرزاد مؤتمن و علی حضرتی محصول سال ۱۳۹۳ است.

## داستان فیلم
این فیلم داستان مردی است که از اتهام یک قتل جنجالی تبرئه شده، ولی جامعه و اطرافیانش هنوز به‌عنوان مجرم نگاهش می‌کنند. مرد که درگیر یک رابطهٔ عاطفی‌ست، برای تداوم عشق و زندگی باید بر این بحران غلبه کند.

## بازیگران
- سعید آقاخانی
- ساره بیات
- میترا حجار
- نادر فلاح
- امیر راشدی
- نقی سیف‌جمالی
- علی‌اکبر میلانی
- محمدرضا مالکی
- اکبر مددی‌مهر
- رضا بختیاری‌نیک
- سهی‌بانو ذوالقدر
- مجتبی سلمانی
- مهدی پاشایی
- ندا قاسمی

## جوایز

### سی و سومین جشنوارهٔ فیلم فجر
| قسمت                      | نامزد                   | نتیجه        |
| ------------------------- | ----------------------- | ------------ |
| بهترین فیلم               | فرزاد مؤتمن و علی حضرتی | نامزدشده     |
| بهترین کارگردانی          | فرزاد مؤتمن             | نامزدشده     |
| بهترین بازیگر نقش اول مرد | سعید آقاخانی            | برنده        |
| بهترین بازیگر نقش مکمل زن | میترا حجار              | نامزدشده     |
| بهترین فیلمنامه           | اصغر عبداللهی           | دیپلم افتخار |
| بهترین تدوین              | ژیلا ایپکچی             | نامزدشده     |
| بهترین طراحی صحنه و لباس  | جهانگیر میرزاجانی       | برنده        |

### شانزدهمین دوره جشن حافظ
| قسمت                    | نامزد        | نتیجه    |
| ----------------------- | ------------ | -------- |
| بهترین بازیگر مرد سینما | سعید آقاخانی | نامزدشده |
| بهترین فیلمبرداری       | مرتضی غفوری  | نامزدشده |